# A Hundred Days Off
A Hundred Days Off è il sesto album in studio del gruppo musicale britannico Underworld, pubblicato il 16 settembre 2002.

## Tracce
CD 1
1. Mo Move – 6:54
2. Two Months Off – 9:08
3. Twist – 6:24
4. Sola Sistim – 6:26

CD 2
1. Little Speaker – 8:38
2. Trim – 3:23
3. Ess Gee – 2:22
4. Dinosaur Adventure 3D – 7:56
5. Ballet Lane – 3:39
6. Luetin – 7:00